# Choi Soo-yeon
Choi Soo-yeon (최수연?; 23 novembre 1990) è una schermitrice sudcoreana, specializzata nella sciabola.

## Palmarès
- Giochi olimpici

Tokyo 2020: bronzo nella sciabola a squadre.
- Mondiali

Wuxi 2018: bronzo nella sciabola a squadre.
Budapest 2019: bronzo nella sciabola a squadre.
- Campionati asiatici

Bangkok 2018: argento nella sciabola a squadre e bronzo nella sciabola individuale.